# Asperula crassula
Asperula crassula är en måreväxtart som beskrevs av Werner Rodolfo Greuter och Zaffran. Asperula crassula ingår i släktet färgmåror, och familjen måreväxter.
Artens utbredningsområde är Kriti. Inga underarter finns listade i Catalogue of Life.